# Macronychia aurata
Macronychia aurata är en tvåvingeart som först beskrevs av Daniel William Coquillett 1902.  Macronychia aurata ingår i släktet Macronychia och familjen köttflugor. Inga underarter finns listade i Catalogue of Life.